# Шапоњска водица
Шапоњска водица је једна од три водице које се налазе у околини Сомбора. Капела водице је подигнута 1858. године и припада салашарском насељу Шапоње, градском насељу Сомбор, у Западнобачком округу.

## Историјат
Раширен обичај током ранијих векова био је да се поред извора или бунара са лековитом и исцелитељском водом, за коју се веровало да може да оздрави човека и исцели болести, буду грађене омање капелице које су називане водице или водица. 
Крај Сомбора се налазе три водице –  једна од њих је Шапоњска водица.
Податке о местима где се налазе водице у Бачкој епархији у прошлости су давали Календари српске православне цркве. Тако према Календару за 1944. годину у околини Сомбора постоје три водице које је признавала црква.
Крај сомборског салашарског насеља Милчића, поред баре Равњаче, подигнута је 1858. године омања капела. Капела је припадала суседном салашарском насељу Шапоње иако је надомак Милчића.

## О водици

### Капела
Сомборски трговац Самуило Живановић је на слатинастој ливади породице Пелагић подигао капелу.
Предање каже да је излечио вид водом са извора па је у знак захвалности Богу подигао капелу "Вазнесења Господњег".
Касније су се ту салашари Милчића и Шапоња о Вазнесењу (Спасовдану) окупљали. 

### Крст
Средствима Јулијане Влашкалић 1859. године, испред капеле је подигнут крст.

### Бунар
Шапоњска водица у свом склопу има и бунар.

## Судбина Шапоњске водице
На Велики петак 1983. године капелица је запаљена. Црквени кров се обрушио, а том приликом је изгорела  и "Икона на лиму", рад Лазара Бајића, коју је 1859. године даровао Лазар Стојшић. 
Већ половином јуна 1983. године капелица је обновљена.

## Водица данас
И данас се у Шапоњској водици окупљају верници из околине, али и гости са стране на бдење уочи Спасовдана.